# Diploiulus generosensis
Diploiulus generosensis är en mångfotingart som beskrevs av Karl Wilhelm Verhoeff. Diploiulus generosensis ingår i släktet Diploiulus och familjen kejsardubbelfotingar. Inga underarter finns listade i Catalogue of Life.